# Josep Colomar Juan
|  | Per a altres significats, vegeu «Colomar (desambiguació)». |

Josep Colomar Juan (Sant Carles de Peralta, Santa Eulària des Riu, illa d'Eivissa, 1932) és un empresari, director hoteler i polític eivissenc. El 1952 començà a treballar en l'Hotel Formentor de Pollença (Mallorca). El 1954 és ascendit a cap de recepció, càrrec que manté fins al 1957. Des de 1959 fins a l'abril de 1964 és cap de recepció de l'Hotel Fénix de Palma. Aquest any es desplaça a Eivissa per començar els seus propis negocis d'hoteleria. El 1967 inaugura l'Hotel Fenicia, de Santa Eulàlia des Riu, en qualitat de director i conseller delegat de la societat propietària. El 1978 ven l'Hotel Fenicia i adquireix l'Hotel Royal Plaza a Eivissa que inaugura el 1980. El 1994 passa a ser el seu president i director general, càrrecs que manté en l'actualitat.
A més de la seva tasca professional en el sector hoteler, és cofundador del Skal Club d'Eivissa (1967). Des de 1969 exerceix diversos càrrecs dins la Federació Espanyola i l'Associació Internacional dels Skals Clubs (AISC). Des del 1967 és soci de Foment del Turisme d'Eivissa, on ha ocupat els càrrecs de vocal del Comitè Executiu; vicepresident entre 1972 i 1980, a més de formar part del I Comitè que creà la moda adlib, i és l'autor d'aquest vocable amb ressò internacional.
Impulsor i creador el 1981 del Rotary Club d'Eivissa, del qual és vicepresident. És soci fundador de l'Associació Balear de Directius d'Empresa (1998). El 1994 fou president del Consell Insular d'Eivissa i Formentera i fou l'impulsor i creador de l'associació Ibiza y Formentera contra el Cáncer. Des de 1985 presideix l'Associació amics del Teatre Theatre Trust of Ibiza i és vocal de la Junta Rectora del Museu d'Art Contemporani d'Eivissa des de 1992.
Políticament, fou cofundador del Comitè Local de Santa Eulàlia des Riu de la Unió de Centre Democràtic (UCD), i president el 1977. Es presenta a les eleccions municipals espanyoles de 1979 i al Consell Insular d'Eivissa i Formentera i surt elegit regidor per Santa Eulària des Riu. L'any 1980 es dona de baixa del partit i renuncia a l'acta de regidor.
Ha estat distingit amb la medalla de plata al mèrit turístic concedida pel Ministeri de Turisme l'any 1983; la medalla d'or del Foment de Turisme d'Eivissa; medalla de plata del Consell d'Eivissa i Formentera i clau de plata de la ciutat de Las Vegas i de la ciutat de Cartagena d'Índies. El 2006 va rebre el Premi Ramon Llull.